# 池田匠見
池田 匠見（いけだ しょうけん、1994年12月6日 - ）は、日本の飛込競技選手。香川県高松市出身。高松市立勝賀中学校、香川県立高松工芸高等学校卒業。兄の池田昂希も現役飛込選手。

## 経歴
香川DCで、年長の頃から飛込競技を始める。当初は遊び半分でやっていたが、JOCをきっかけに真剣に取り組むようになった。以降、コーチと二人三脚で練習を積む。
高松市立勝賀中学校3年生の時に全国高等学校総合体育大会で5位入賞。その後、香川県立高松工芸高校に入学し、1年生の時に男子3m飛板飛込で準優勝。その年の国民体育大会では、男子3m飛板飛込で5位入賞。2年生の時に、国際大会代表選手選考会で、兄との男子3mシンクロナイズドダイビングで4位入賞。全国高等学校総合体育大会で2年連続で、男子3m飛板飛込準優勝。高飛込では、6位入賞。香川県立高松工芸高校が総合3位。この年からの新グループA（16歳～18歳）で男子3m飛板飛込で初代チャンピオンとなる。さらに、兄との男子3mシンクロナイズドダイビングでも優勝。高飛込では5位入賞。これにより、アジアエイジ大会の日本代表としての参加を決める。その年の国民体育大会では、男子3m飛板飛込4位入賞。その後、アジアエイジ大会で1m飛板飛込で4位入賞。高飛込で3位。3m飛板飛込で4位入賞。

## おもな成績
- 2009年全国中学校 3m飛板飛込5位入賞
- 2010年全国高校総体 3m飛板飛込準優勝　国体3m飛板飛込5位入賞
- 2011年全国高校総体 3m飛板飛込準優勝 高飛込6位入賞  国体3m飛板飛込4位入賞　JOC3m飛板飛込優勝 3mシンクロナイズドダイビング優勝 高飛込5位入賞　アジアエイジ大会1m飛板飛込4位入賞 高飛込3位 3m飛板飛込 4位入賞